# Chiquitanos
Os chiquitanos ou chiquitos são um grupo indígena que habita o oeste do estado brasileiro de Mato Grosso (Terra Indígena Lago Grande) e o leste da Bolívia.

## História
O grupo étnico que atualmente é conhecido como chiquitos na verdade resulta do agrupamento de diferentes povos nativos com culturas e línguas distintas.
A denominação foi utilizada pela primeira vez por cronistas da expedição de Nuflo de Chaves que, em 1557, foi atacada por nativos, que passaram a designados como: "chiquitos".
Há fontes que afirmam que essa denominação decorre do fato de que os espanhóis observaram que a entrada de suas habitações era muito baixa.
Uma das características que os espanhóis utilizaram para distinguir esse grupo étnico dos demais, foi a utilização de flechas envenenadas.
A denominação "chiquitos" era uma denominação genérica que não identificava um único grupo étnico que, foi utilizada pelos espanhóis, inicialmente, para se referir aos trabasicosis (também conhecidos como tobacicosis) e aos gorgotoguis. Em um momento posterior, essa denominação passou a ser utilizada para se referir aos múltiplos grupos ou nações nativas que viviam no planalto bordejado pelas terras baixas do pantanal mato-grossense, entre a planície amazônica e os contrafortes da Cordilheira dos Andes.
Praticavam a agricultura nas épocas chuvosas (de outubro a maio), plantando nas colinas. Depois da colheita, com o começo da estação seca, dedicavam-se à caça, até que começasse uma época chuvosa para semearem os campos.
A estrutura sócio-econômica dos chiquitanos era muito similar à dos guaranis. Sua principal atividade econômica era a agricultura, mas também se dedicavam à caça, à pesca e a coleta. Esse povo não adotava a propriedade individual do solo.
A partir de 1691, os jesuítas passaram a formar dez reduções de "chiquitos". Em cada povoado foram juntadas pessoas de cinco a oito povos diferentes.
Nessas missões, os índios eram protegidos de bandeirantes e encomenderos, mas eram obrigados a se converter ao cristianismo e a trabalhar para os jesuítas. Após a expulsão dos jesuítas pelo governo espanhol em 1767, os índios continuaram na região.
A partir da década de 1970, o território começou a ser loteado e ocupado por fazendeiros. Em 1998, com os estudos de impacto ambiental do gasoduto Bolívia-Brasil, os chiquitanos, até então completamente desconhecidos no Brasil, se tornaram conhecidos no país. Atualmente, os índios chiquitanos lutam pela posse legal de suas terras tradicionais, que se encontram ocupadas por fazendeiros.